# John Doe
John Doe（男性）或 Jane Doe（女性）是當某人的真實姓名未知或需被刻意隱藏時使用的一類多人用化名，中文可作某甲。在美國警察用语中，这种名称常用来指身份不明或未经确认的屍體。此外其他语境中这种名字也常用来指代一个假想的普通人，类似于John Q. Public或Joe Public。上述名字也有诸多变种，包括John Roe、Richard Roe、Jane Roe，以及用于儿童的Baby Doe、Janie Doe和Johnny Doe。

## 外部連結
- PDF（页面存档备份，存于） Operation Delego（英语：Operation Delego） indictment featuring twenty John Does. Accessed 8 January 2014.